# Гастон Гаудіо
Гасто́н Норбе́рто Га́удіо (ісп. Gastón Norberto Gaudio, *9 грудня 1978) — аргентинський професійний тенісист. Переможець Roland Garros 2004 року. Найвищу одиночну позицію світового рейтингу — 5 місце досяг 25 квітня 2005, парну — 78 місце — 14 червня 2004 року. Здобув 8 одиночних та 3 парні титули. Завершив кар'єру 2011 року.

## Загальна статистика

### Графік виступів на турнірах Великого шлему
| W | Ф | ПФ | ЧФ | #Р | КТ | К# | DNQ | A | NH |

| Турнір                                 | 1996 | 1997 | 1998 | 1999 | 2000 | 2001 | 2002 | 2003 | 2004 | 2005 | 2006 | 2007 | 2008 | 2009 | 2010 | 2011 | SR     | В-П   |
| -------------------------------------- | ---- | ---- | ---- | ---- | ---- | ---- | ---- | ---- | ---- | ---- | ---- | ---- | ---- | ---- | ---- | ---- | ------ | ----- |
| Відкритий чемпіонат Австралії з тенісу |      |      |      |      | 1р   | 1р   | 3р   | 2р   | 2р   | 3р   | 3р   | 1р   |      |      |      |      | 0 / 8  | 8–8   |
| Відкритий чемпіонат Франції з тенісу   |      |      |      | 3р   | 2р   | 1р   | 4р   | 3р   | 2004 | 4р   | 4р   | 2р   |      | 1р   | К2р  |      | 1 / 10 | 22–9  |
| Вімблдонський турнір                   |      | К1р  | К1р  | 1р   | 1р   | 1р   | 2р   | 1р   |      |      | 2р   |      |      |      |      |      | 0 / 6  | 2–6   |
| Відкритий чемпіонат США з тенісу       |      |      |      | 1р   | 1р   | 1р   | 3р   | 1р   | 2р   | 1р   | 3р   |      |      | К1р  |      |      | 0 / 8  | 5–8   |
| В-П                                    | 0–0  | 0–0  | 0–0  | 2–3  | 1–4  | 0–4  | 8–4  | 3–4  | 9–2  | 5–3  | 8–4  | 1–2  | 0–0  | 0–1  | 0–0  | 0–0  | 1 / 32 | 37–31 |

### Фінали: 1 (1 перемога)
| Результат | Рік  | Турнір                               | Покриття | Суперник       | Рахунок                 |
| --------- | ---- | ------------------------------------ | -------- | -------------- | ----------------------- |
| Перемога  | 2004 | Відкритий чемпіонат Франції з тенісу | Ґрунт    | Гільєрмо Кор'я | 0–6, 3–6, 6–4, 6–1, 8–6 |

### Чемпіонати завершення сезону
| Турнір    | 1996              | 1997              | 1998              | 1999              | 2000              | 2001              | 2002              | 2003              | 2004 | 2005 | 2006              | 2007              | 2008              | 2009              | 2010              | 2011              | SR    | В-П |
| --------- | ----------------- | ----------------- | ----------------- | ----------------- | ----------------- | ----------------- | ----------------- | ----------------- | ---- | ---- | ----------------- | ----------------- | ----------------- | ----------------- | ----------------- | ----------------- | ----- | --- |
| Фінал ATP | Не кваліфікувався | Не кваліфікувався | Не кваліфікувався | Не кваліфікувався | Не кваліфікувався | Не кваліфікувався | Не кваліфікувався | Не кваліфікувався | RR   | ПФ   | Не кваліфікувався | Не кваліфікувався | Не кваліфікувався | Не кваліфікувався | Не кваліфікувався | Не кваліфікувався | 0 / 2 | 2–5 |

### Рекорди

#### Рекорди за Відкриту еру
| Проміжок часу                             | Вибрані рекорди на турнірах Великого шлему                          | З ким ділить                                                                 |
| ----------------------------------------- | ------------------------------------------------------------------- | ---------------------------------------------------------------------------- |
| Відкритий чемпіонат Франції з тенісу 2004 | Переміг у фіналі турніру Великого шлему, поступаючись двома сетами. | Б'єрн Борг Іван Лендл Андре Агассі Домінік Тім Новак Джокович Рафаель Надаль |